# Episodi di Coppia di re (terza stagione)
La terza stagione della serie televisiva Coppia di re è stata trasmessa sul canale statunitense Disney XD dal 18 giugno 2012.
In Italia la stagione ha debuttato il 16 dicembre 2012. Adam Hicks (Boz) entra nel cast a partire dalla terza stagione sostituendo Mitchel Musso (Brady).
| nº    | Titolo originale                                  | Titolo italiano                                          | Prima TV USA      | Prima TV Italia  |
| ----- | ------------------------------------------------- | -------------------------------------------------------- | ----------------- | ---------------- |
| 1     | The New King, Part 1: Destiny's Child             | Il nuovo re (parte 1): Il figlio del destino             | 18 giugno 2012    | 16 dicembre 2012 |
| 2     | The New King, Part 2: The Bro-fessor and Mary Ann | Il nuovo re (parte 2): L'esperto dei fratelli e Mary Ann | 25 giugno 2012    | 16 dicembre 2012 |
| 3     | Two Kings and a Devil Baby                        | Due re e un bambino molto cattivo                        | 2 luglio 2012     | 23 dicembre 2012 |
| 4     | Fatal Distraction                                 | Distrazione fatale                                       | 9 luglio 2012     | 30 dicembre 2012 |
| 5     | Wet Hot Kinkowan Summer                           | La calda, umida estate di Kinkow                         | 16 luglio 2012    | 10 maggio 2013   |
| 6     | O Lanada                                          | Oh, Lanada!                                              | 23 luglio 2012    | 6 gennaio 2013   |
| 7     | Heart and Troll                                   | Il troll magico                                          | 30 luglio 2012    | 13 gennaio 2013  |
| 8     | I Know What You Did Last Sunday                   | So chi ha tolto il tappo                                 | 10 settembre 2012 | 20 gennaio 2013  |
| 9     | Lord of the Fries                                 | I signori delle patatine                                 | 17 settembre 2012 | 27 gennaio 2013  |
| 10    | Dancing With the Scars                            | Il dono del ballo                                        | 24 settembre 2012 | 3 febbraio 2013  |
| 11    | I'm Gonna Git You, Sponge Sucka                   | Ti prenderò, spugna malefica!                            | 1º ottobre 2012   | 10 febbraio 2013 |
| 12    | Bond of Brothers                                  | Un fratello appiccicoso                                  | 8 ottobre 2012    | 17 febbraio 2013 |
| 13    | King vs. Wild                                     | Due re in campeggio                                      | 15 ottobre 2012   | 24 febbraio 2013 |
| 14    | Inconcenient Tooth                                | Un dente scomodo                                         | 22 ottobre 2012   | 3 marzo 2013     |
| 15    | The Oogli Stick                                   | Il bastone della bruttezza                               | 29 ottobre 2012   | 10 marzo 2013    |
| 16    | Thumb & Thumber                                   | Pollice contro pollice                                   | 5 novembre 2012   | 6 maggio 2013    |
| 17    | Loathe Potion No.9                                | Filtro dell'odio n. 9                                    | 26 novembre 2012  | 8 maggio 2013    |
| 18    | Yeti, Set, Snow                                   | Sulla neve con gli yeti                                  | 3 dicembre 2012   | 9 giugno 2013    |
| 19    | Mysteries of Kinkow                               | I Misteri di Kinkow                                      | 4 febbraio 2013   | 7 maggio 2013    |
| 20    | Meet the Parent                                   | Ti presento mio padre                                    | 11 febbraio 2013  | 9 maggio 2013    |
| 21-22 | Long Live The Kings                               | Lunga vita ai re                                         | 18 febbraio 2013  | 16 giugno 2013   |